# 中の丸
中の丸（なかのまる、生年不詳 - 寛永2年9月25日（1625年10月26日））は、戦国時代から江戸時代初期にかけての女性。安芸国の戦国大名・毛利元就の継室の一人。安芸国佐西郡石内の国人領主・小幡氏の一族で、小幡氏の系図では小幡義実の妹とされる。また、小幡元重の姉とされる。これに対して、小幡元重とされる人物は杉彦七元重のことであり、中の丸は杉氏の一族で、小幡氏は母方であるとする新説もある。更に父方が小幡氏で母方が杉氏であるとする説もある。
毛利元就の居城である吉田郡山城の中の丸という曲輪に住んだことから「中の丸」と呼ばれたが、元就の死後は元就の四男・穂井田元清の居城である桜尾城の東の丸に移り住んだことから「東大方」、「東之御丸局」とも呼ばれている。また、出身から「小幡氏」とも称される。

## 来歴
安芸国佐西郡石内の国人領主・小幡氏に生まれる。
時期は不明だが、毛利元就の正室である妙玖が天文14年（1546年）11月30日に死去した後に元就の継室となった。
元就との間に子はなかったが、妙玖が死去した後の毛利氏の奥向きを仕切っており、毛利元就と他の継室との間の子や尾崎局、家臣達にも細やかな気配りができた女性であったとされる。特に毛利輝元を実子のように可愛がってその教育に尽力し、元就に宛てて輝元の元服式を進言した等の記録が残っている。
晩年の元就は中の丸を頼りにしていたようで、元就から中の丸に送った書状が「毛利家文書」、「吉川家文書」、「徳山毛利家文書」、「右田毛利家文書」、「長府桂家文書」等に合わせて十数通残っており、特に萩市博物館所蔵の「小幡家文書」には陣中の元就が中の丸に送った書状が6通残っている。なお、永禄5年（1562年）12月頃と推定される元就書状には彼女が「下くち」と「ひこもし」について心配しており、元就がその無事を伝えている。西尾和美は「下くち」を大友氏からの防衛戦の最中であった杉重良の豊前松山城、「ひこもし」を杉彦七のことであると解釈し、彼女は杉彦七だけでなく杉重良とも縁戚である傍証としている。なお、杉重良は後年大友方に離反しており、こうした事情によって小幡氏と杉氏の間で改姓する者が存在しており、中の丸が杉氏を憚って小幡と称した可能性を含め、彼女の出自の問題の複雑化を招いた可能性も指摘している。
元亀2年（1571年）6月14日に毛利元就が死去すると、中の丸が可愛がっていた元就の四男・穂井田元清の居城である桜尾城に移り住んだが、引き続き毛利家中に留まり、毛利輝元を支えた。
また、毛利輝元が中の丸に宛てた書状が二宮家と井上家に伝来して『閥閲録』に収録されており、毛利元就の落胤とされる二宮就辰や井上与七郎の身上について輝元への取り成しを行ったとされる。
天正15年（1587年）、毛利輝元が長門国の検地を行った際に中の丸の所領に対する検地後の措置について抗議し、輝元から釈明の書状を送られている。
寛永2年（1625年）9月25日に長門国で死去。法名は「悟窓妙省大信女」。墓は長門国の大寧寺にあったが、明治時代に東京に移された。

## 関連作品
- 『毛利元就』（1997年、NHK大河ドラマ、演：宮本信子） - 役名は「妙」（たえ）。